# Roberto Benigni
Roberto Benigni (n. 27 octombrie 1952 în Manciano La Misericordia la Castiglion Fiorentino, Toscana, Italia) este un regizor și actor de film italian.

## Biografie
Cu cel mai cunoscut film al său Viața e frumoasă, realizat în 1997 – o impresionantă și totuși o plină de candoare evocare a ororilor celui de-al Doilea Război Mondial și, nu în ultimul rând a Holocaustului, Roberto Benigni convinge întreaga lume a cinematografiei internaționale, ca și spectatorii, fiind răsplătit în 1998 cu două Premii ale Academiei Europene de Film, dar și cu Marele premiu al juriului la Festivalul Filmului de la Cannes, iar în 1999 triumful continuă cu alte foarte onorante nominalizări, cu trei Premii Oscar și cu Premiul BAFTA pentru cel mai bun actor, care îi revine lui însuși.

## Filmografie

### Film
| An   | Titlu                                                                                      | Rol                                | Note |
| ---- | ------------------------------------------------------------------------------------------ | ---------------------------------- | --- |
| 1977 | Berlinguer, I Love You                                                                     | Mario Cioni                        | Și scenarist |
| 1979 | Tigers in Lipstick                                                                         | Principal                          | Segmentul: Una mamma |
| 1979 | Womanlight                                                                                 | Barman at Clapsy's                 | |
| 1979 | La Luna                                                                                    | Upholsterer                        | |
| 1979 | it⁠(I giorni cantati)[giorni cantati&page=it&targettitle=it traduceți]                      | Professor                          | |
| 1979 | Seeking Asylum                                                                             | Roberto                            | |
| 1980 | In the Pope's Eye                                                                          | Rolul său                          | |
| 1981 | Il minestrone                                                                              | The Maestro                        | |
| 1983 | Tu mi turbi                                                                                | Benigno                            | Și regizor și scenarist - Nominalizare — David di Donatello for Best New Director - Nominalizare — Nastro d'Argento for Best New Director |
| 1983 | "FF.SS." – Cioè: "...che mi hai portato a fare sopra a Posillipo se non mi vuoi più bene?" | Beige Sheikh                       | |
| 1984 | Nothing Left to Do But Cry                                                                 | Saverio                            | Și regizor și scenarist |
| 1986 | Down by Law                                                                                | Roberto                            | - Nastro d'Argento for Best Actor - Nominalizare — Independent Spirit Award for Best Male Lead |
| 1986 | Coffee and Cigarettes                                                                      | Roberto                            | Scurtmetraj |
| 1988 | The Little Devil                                                                           | Giuditta                           | Și regizor și scenarist - David di Donatello for Best Actor - Nominalizare — Nastro d'Argento for Best Director - Nominalizare — Nastro d'Argento for Best Actor |
| 1990 | The Voice of the Moon                                                                      | Ivo Salvini                        | |
| 1991 | Night on Earth                                                                             | Cab Driver                         | Segmentul: Rome |
| 1991 | Johnny Stecchino                                                                           | Dante Ceccarini / Johnny Stecchino | Și regizor și scenarist - Nastro d'Argento for Best Actor - Nominalizare — Nastro d'Argento for Best Screenplay |
| 1993 | Son of the Pink Panther                                                                    | Jacques Gambrelli                  | Nominalizare — Razzie Award for Worst New Star |
| 1994 | The Monster                                                                                | Loris                              | Și regizor, producător și scenarist |
| 1997 | Life Is Beautiful                                                                          | Guido Orefice                      | Și regizor și scenarist - Academy Award for Best Actor - BAFTA Award for Best Actor in a Leading Role - Broadcast Film Critics Association Award for Best Leading Actor - David di Donatello for Best Director - David di Donatello for Best Actor - David di Donatello for Best Screenplay - European Film Award for Best Actor - Grand Prix – Cannes Film Festival - Nastro d'Argento for Best Director - Nastro d'Argento for Best Actor - Nastro d'Argento for Best Screenplay - Screen Actors Guild Award for Outstanding Performance by a Male Actor in a Leading Role - Nominalizare — Academy Award for Best Director - Nominalizare — Academy Award for Best Original Screenplay - Nominalizare — BAFTA Award for Best Original Screenplay - Nominalizare — Boston Society of Film Critics Award for Best Director - Nominalizare — Chicago Film Critics Association Award for Best Actor - Nominalizare — Directors Guild of America Award for Outstanding Directing – Feature Film - Nominalizare — Palme d'Or - Nominalizare — Screen Actors Guild Award for Outstanding Performance by a Cast in a Motion Picture |
| 1999 | Asterix & Obelix Take On Caesar                                                            | Lucius Detritus                    | |
| 2002 | Pinocchio                                                                                  | Pinocchio                          | Și regizor și scenarist - Razzie Award for Worst Actor - Nominalizare — David di Donatello for Best Actor - Nominalizare — Razzie Award for Worst Director - Nominalizare — Razzie Award for Worst Screen Couple - Nominalizare — Razzie Award for Worst Screenplay |
| 2003 | Caterina in the Big City                                                                   | Rolul său                          | |
| 2005 | The Tiger and the Snow                                                                     | Attilio de Giovanni                | Și regizor și scenarist Nominalizare — Nastro d'Argento for Best Actor |
| 2010 | La commedia di Amos Poe                                                                    | Narator                            | Voce |
| 2012 | To Rome with Love                                                                          | Leopoldo Pisanello                 | |
| 2019 | Pinocchio                                                                                  | Mister Geppetto                    | Nastro d'Argento for Best Supporting Actor Nominalizare — David di Donatello for Best Supporting Actor |

### Televiziune
| An        | Titlu | Rol                                    | Note                    |
| --------- | --- | -------------------------------------- | ----------------------- |
| 1972      | it⁠(Sorelle Materassi)[Materassi&page=Sorelle+Materassi+%28miniserie+televisiva%29&targettitle=it traduceți] | Youth                                  | Episodul: "Episodio 1"  |
| 1976–1977 | it⁠(Onda libera)[libera&page=Onda+libera+%28programma+televisivo%29&targettitle=it traduceți]                | Mario Cioni                            | 4 episoade Și scenarist |
| 1979      | it⁠(Ma che cos'è questo amore)[che cos'è questo amore&page=it&targettitle=it traduceți]                      | The Thinker                            | 2 episoade              |
| 1982      | it⁠(Morto Troisi, viva Troisi!)[Troisi, viva Troisi!&page=it&targettitle=it traduceți]                       | Rolul său / Anonymous Childhood Friend | Film TV                 |